# Біофізика

Кінезин використовує динаміку білкового домену на наномасштабах, аби «пройти» вздовж мікротрубочки

Рибосома — це біологічна машина, яка використовує динаміку білка

Біофі́зика (від дав.-гр. βίος — життя, дав.-гр. φύσις — природа) — галузь науки, яка вивчає живу природу через фізичні та фізико-хімічні явища зародження, формування, життєдіяльність, відтворення життя на всіх рівнях, починаючи з молекул, клітин, органів та тканин, закінчуючи організмами системами та біосфери і ноосфери в цілому.

## Історія
Термін «біофізика» вперше використав математик і фізик Карл Пірсон у своїй роботі Граматика науки у 1892 році. Перший курс біофізики прочитаний у Гарвардській медичній школі у 1920 році. Перший Інститут біофізики був заснований у Німеччині 1937 року на чолі з Борисом Раєвським.
Спочатку біофізика розвивалася як частина фізіології, і тільки в XX столітті, завдяки досягненням фізики і фізичної хімії, з одного боку, і фізіології, з другого, вона виділилась в самостійну науку.
Італійський фізіолог Луїджі Гальвані (1791) поклав початок електробіології, довівши, що в живих тканинах є електрика. У XIX столітті німецький фізіолог Герман Гельмгольц визначив швидкість поширення процесів збудження вздовж нерва і заклав основи сучасної фізіологічної оптики і фізіологічної акустики.
Фізіологи І. М. Сєченов, О. Ф. Веріго, О. Ф. Самойлов, Микола Введенський, О. О. Ухтомський, Данило Воронцов розробили біофізику м'язів і нервів. К. А. Тімірязєв, спираючись на закон збереження енергії, вперше встановив (1875) кількісну залежність між швидкістю фотосинтезу і поглинанням хлорофілом світлових хвиль різної довжини.
Український фізіолог В. Ю. Чаговець, виходячи з теорії електролітичної дисоціації, вперше (1896) висунув фізико-хімічну теорію електричних явищ у живих тканинах, яку він докладно розвинув у своїх наступних працях.
Радянський фізіолог та біофізик П. П. Лазарєв вперше розробив точні фізичні методи обліку поглинутої енергії, встановив зв'язок між поглинанням енергії і фотохімічною дією, розвинув іонну теорію збудження Вальтера Нернста і розробив теорію адаптації щодо всіх органів чуття і центральної нервової системи.
Анохін П. К.(1898—1974), учень Бехтерева та Павлова сформулював у п'ятдесятих теорію функціональних систем, запровадивши поняття системогенезу, як механізм формування живих систем, показавши детермінізм явищ, формування та розвитку систем і критерії їх визначення.
Чижевський О. Л.(1897—1964), творець геліобіофізики та поняття космічної погоди. Вперше встановив механізми впливу на біосферу і соціум сонячної активності. Ключовими в роботах були встановлені механізми електричних явищ в гемодінаміці.
В останній період, після Чорнобильської аварії з забрудненням радіаційними матеріалами значних територій Європи, найбільш інтенсивно розвивається радіобіологія — розділ біофізики, що вивчає вплив іонізуючих випромінювань на живий організм. Відкриття Фредеріком та Ірен Жоліо-Кюрі (1932) штучної радіоактивності збагатило біологічну науку новими точними методами дослідження (мічені атоми, авторадіографія, гісторадіографія та ін.), які дали можливість глибоко вивчати обмінні процеси в організмі. Застосування штучних радіоактивних ізотопів у медицині розширило можливості діагностики і лікування окремих хвороб, зокрема деяких форм рака. В наш час, коли людина опанувала ядерну енергію, перед біофізикою постають нові актуальні проблеми: захист від шкідливих ядерних випромінювань, вивчення впливу на організм умов, в тому числі комічної радіації при міжпланетних подорожах тощо.
В останні роки відомо вже про сотні екзопланет, а в матеріалі небесних тіл знаходять прості біомолекули. Разом з тим вулканічна діяльність створює мільйони тон органічних сполук. Тож на землі життя відбулося як закономірність детермінізму Природи. Тож вивчивши ці закономірності біофізика має задачу покращити контроль та управління якістю явищами життя, а в світлі визовів природи і загроз життю на планеті, створити умови розселення в космосі що задекларовано в вченнях ноосферного космізму.

## Метод
Біофізичне дослідження характеризує фізична постановка завдання що до фізичних чинників життєдіяльності, що стосується живої природи, та застосування основних фізичних понять і термінів щодо опису біологічних явищ. Напрямок біофізика вивчає також дію фізичних факторів навколишнього середовища на живу матерію. Великою перевагою біофізики є можливість використання непрямих, опосередкованих методів дослідження об'єктів пізнання (безпосереднє вивчення яких з певних причин неможливе) шляхом дослідження їх моделей. Для розуміння перебігу фізико-хімічних процесів у клітинах вищих організмів використовуються як моделі простіші організми, ізольовані клітини або культури клітин, де механізми, що вивчаються, влаштовані простіше. Застосовуються також чисто фізико-хімічні моделі, призначення яких полягає у виділенні явища в «чистому» вигляді з метою показу його сутності.
Сучасна біофізика використовує найновіші методи кількісного дослідження, що дає змогу одержувати кількісні залежності між змінами різних фізико-хімічних параметрів живої системи.
Удосконалення й розроблення в цьому напрямі методів з вимірювання електричних потенціалів, іонних струмів, діелектричних властивостей, електропровідності, спектральних характеристик, хемолюмінесценції та інших є важливим джерелом при розв'язанні багатьох проблем сучасної біології. Біофізика з'ясовує важливі практичні завдання і разом з іншими науками є теоретичною основою біології та медицини.

## Напрями досліджень
Основні напрями досліджень: сучасна біофізика поділяється за спеціалізацією за рівнем організації об'єктів чи явищ та методів:
- Молекулярна біофізика вивчає фізико-хімічні властивості й функціональну роль біологічних макромолекул (біополімерів) та молекулярних комплексів (ультраструктур) живих організмів, які створюють функціональні одиниці клітин, характер взаємодії їх з іонами, молекулами і радикалами, їхньої просторової будови й енергетики процесів, що в них відбуваються.

- Біофізика клітини вивчає фізико-хімічні основи функціонування клітини, будову й основні функції біологічних мембран (поверхневої плазматичної мембрани та мембран внутрішньоклітинних органоїдів) — їхньої проникності, адгезивності, каталітичної активності, електро- та хімозбудливості, — енергетичні процеси клітини, її механічні та електричні властивості.

- Біофізика органів чуття з'ясовує молекулярні фізико-хімічні механізми рецепції, вивчає процеси трансформації енергії зовнішніх стимулів у специфічні реакції нервових клітин і механізмів кодування інформації в органах чуття.

- Біофізика складних систем досліджує явища та механізми системогенезу (еволюція, індивідуальний розвиток) та функціонування живих організмів чи біоценозів (соціуму), проблеми регулювання й саморегулюванняна рівні клітин, органів, організмів та біоценозів і біосфери в цілому.

- Теоретична і математична біофізика розглядає теоретичні основи біофізики, зокрема питання кінетики і термодинаміки, здійснює математичне моделювання біологічних процесів, структури та властивостей окремих макромолекул і субклітинних утворень (макромолекулярних комплексів).

- Прикладна біофізика є цільові дослідження питань прикладного характеру та використання знань, методів, контролю чи керування явищами задля прикладних розробок та їх застосування: медична, екологічна, розвитку, та технічні (біотехнічні) чи технологічні їх напрями:
- інформатика, хоч не є ґрунтовним розділом біофізики, та дуже тісно пов'язана з нею в сфері біонічного підходу (інженеринг, нейронні мережі, моделювання);

- Біоінформатика, саме з позиції комунікацій, програм та читання, запису, трансляції, сприйняття, обробки сигналів у природних біосистемах є ґрунтовним розділом біофізики сенсорних систем — психофізика, комунікативна та ергономічна біофізика;

- Біометрія: метрологічна, медична, ергономічна, біотехнічна, екологічна;

- Біомеханіка пов'язує функції та структуру опорно-рухового апарату з рухом біосистем — протезування, робототехніка, ергономіка, дизайн, архітектура;

- Біофізика еволюційних процесів та індивідуальний розвиток — системогенез, гомеостаз, формоутворення, ведучі чинники норми розвитку та життєдіяльності та патогенезу і їх оздоровчий чи реабілітаційний, біомедичний, психофізичний аспекти);

- біофізика періодичних (циклічних) процесів — біоритмологія та хрономедицина, адаптаційні механізми, періодичні процеси, фізичні умови та стимули для компенсації чи посилення дії періодичних умов природних чи штучних джерел впливу;

- Екологічна геобіофізика — дослідження, класифікація біофізичних аномалій геофізичного та антропогенного походження, контроль та запобігання і профілактики їх негативного впливу;

- Біофізичні продуктивні технології — біонічний, нанотехнологічний, фармакологічний, харчовий чи біопродуктивний напрями (променеві, магнітні та інші чинники, отримуючи біогаз, рідке біопальне чи технічні розчинники та оливи, селективні та конструкційні матеріали тощо).

### Біофізика в Україні
Проблеми біофізики широко опрацьовувалися у СРСР.
В Україні дослідження у галузі біофізики провадяться зокрема в Інституті фізіології ім. О. О. Богомольця Національної академії наук України, Дніпровському національному університеті ім. Олеся Гончара, Київському національному університеті ім. Т. Г. Шевченка, Харківському національному університеті ім. В. Н. Каразіна.
Також в Україні створене і діє Українське біофізичне товариство.

## Додаткова література

### Книги
- Серія книг Handbook of Modern Biophysics (Springer, 2009—2021+)
- Серія книг Series in Computational Biophysics (Routledge, 2014—2023+)
- Серія книг Foundations of Biochemistry and Biophysics (Routledge, 2017—2022+)
- Серія книг Series on Biophysics and Biocybernetics (World Scientific 1998—2002)
- Greg Conradi Smith (2019). Cellular Biophysics and Modeling: A Primer on the Computational Biology of Excitable Cells. Cambridge University Press. ISBN 9780511793905.
- Ashrafuzzaman, Mohammad (2018). Nanoscale biophysics of the cell. Cham, Switzerland: Springer. ISBN 978-3-319-77463-3.

### Журнали
- Biophysical Journal (сайт, Cell Press)
- Annual Review of Biophysics (Annual Reviews)
- Quarterly Reviews of Biophysics (Cambridge University Press)
- Biophysical Reviews (Springer)
- Progress in Biophysics and Molecular Biology (Elsevier)
- Medical Physics (John Wiley & Sons)
- Archives of Biochemistry and Biophysics (сайт; Academic Press, Elsevier)
- European Biophysics Journal (Springer) та інші журнали.